# General Electric GE90
General Electric GE90 est le nom d'une famille de turboréacteurs à haut taux de dilution construite par GE Aerospace - anciennement General Electric Aircraft Engines -, une filiale de la branche transport de General Electric. Safran Aircraft Engines est partenaire du programme, notamment chargée de la conception et de la production des compresseurs haute et basse pression. Ce réacteur, dont la poussée varie de 329  à   512 kN selon le modèle, est spécialement construit pour le Boeing 777 et n'est utilisable que pour cet avion.

## Historique
Il est conçu entre autres à partir de 1990 par Meyer J. Benzakein.
Il a pour la première fois été utilisé sur un Boeing 777 de British Airways en novembre 1995. Il fait partie des trois moteurs proposés en option pour les Boeing 777-200, -200ER mais n'est par contre plus proposé sur le -300. C'est le seul moteur disponible pour les Boeing 777-200LR, -200F et -300ER. 
Le 22 août 2023, GE Aerospace à Durham (Caroline du Nord) où il est assemblé, annonce la livraison du 3 000e moteur.

## Description

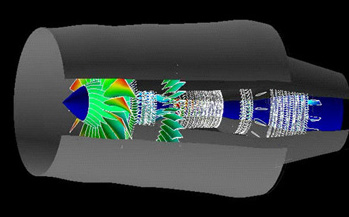
Simulation de l'écoulement d'air dans un GE90 (document NASA)

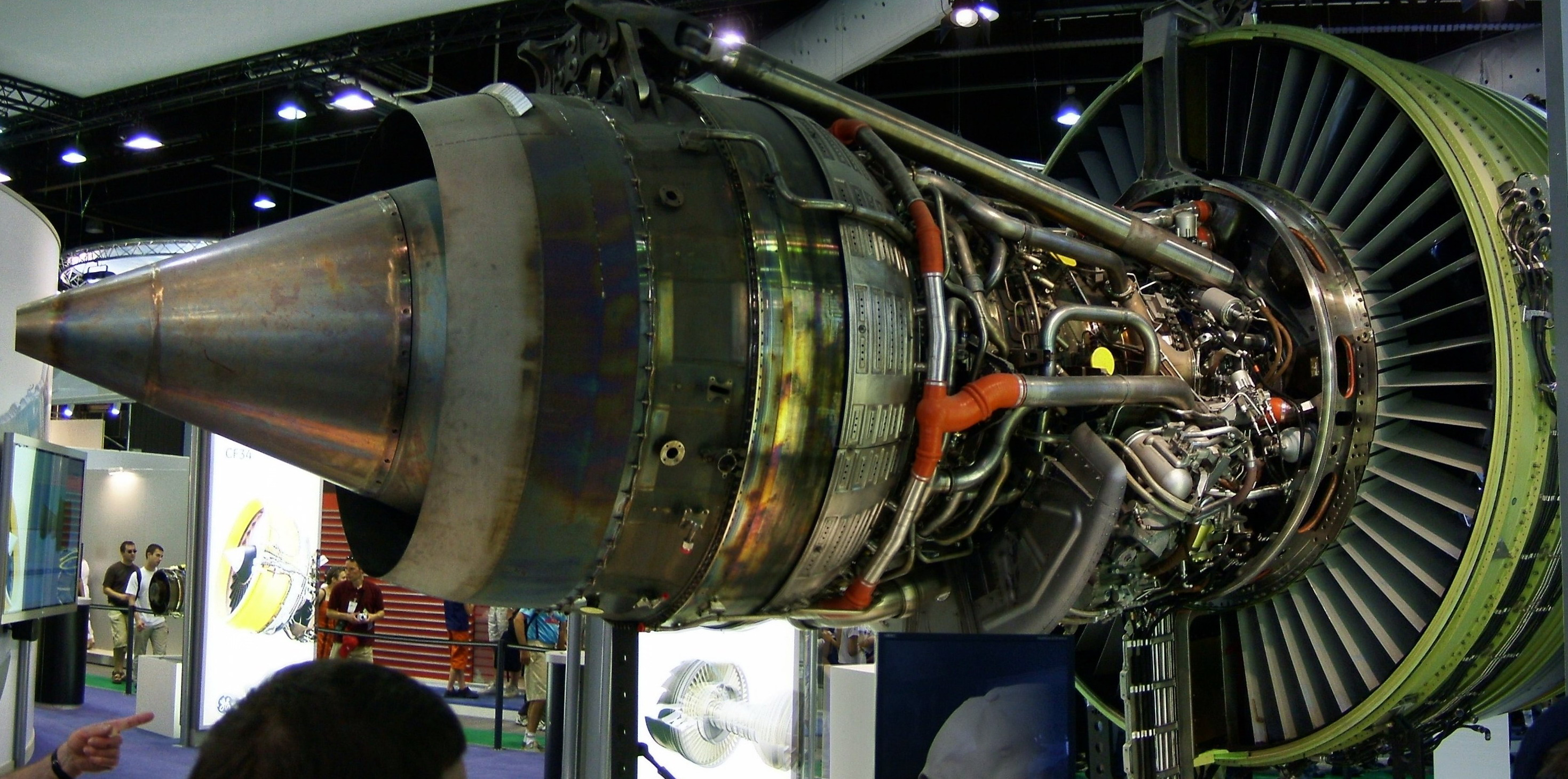
Un GE90-115B vu de l'arrière

Ce réacteur, de presque 8,3 tonnes pour 3,43 mètres de diamètre, est le plus gros construit dans l'histoire de l'aviation en date des années 2000. C'est le premier qualifié ETOPS.
C'est également le réacteur le plus puissant au monde : même si on mesure assez peu la puissance des turbosoufflantes (on parle généralement de la poussée maximale), le GE90-115B développe une puissance de 83,198 MW (111 526 ch). La version GE90-115B détient le record du monde de poussée avec 569 kN. 
Une aube de la version GE90-115B a été transformée en œuvre d'art et est exposée au Museum of Modern Art de New York aux États-Unis.